# 秀异蓝蛤
秀异蓝蛤（学名：Anisocorbula modesta），是海螂目抱蛤科异篮蛤属的一种。主要分布于中国大陆、台湾，常栖息在潮间带至潮下带。